# Sportclub Enschede in het seizoen 1961/62
Het seizoen 1961/1962 was het achtste jaar in het bestaan van de Enschedese betaaldvoetbalclub Sportclub Enschede. De club kwam uit in de Eredivisie en eindigde daarin op de 14e plaats. Tevens deed de club mee aan het toernooi om de KNVB Beker, hierin werd in de derde ronde verloren van Wageningen (0–5).

## Wedstrijdstatistieken

### Eredivisie
|       | ADO   | Ajax  | Blauw-Wit | DOS   | DWS/A | Feijenoord | Fortuna '54 | GVAV  | MVV   | NAC   | PSV   | Rapid JC | Sparta | Volendam | De Volewijckers | VVV   | Willem II |
| ----- | ----- | ----- | --------- | ----- | ----- | ---------- | ----------- | ----- | ----- | ----- | ----- | -------- | ------ | -------- | --------------- | ----- | --------- |
| Thuis | 4 – 1 | 2 – 0 | 2 – 1     | 3 – 4 | 6 – 1 | 3 – 3      | 1 – 1       | 0 – 1 | 1 – 6 | 3 – 1 | 0 – 1 | 1 – 2    | 0 – 0  | 2 – 3    | 5 – 3           | 2 – 0 | 2 – 4     |
| Uit   | 2 – 2 | 6 – 1 | 1 – 1     | 2 – 3 | 2 – 2 | 2 – 0      | 5 – 0       | 1 – 1 | 1 – 2 | 3 – 0 | 1 – 1 | 0 – 1    | 0 – 2  | 4 – 1    | 3 – 1           | 2 – 0 | 2 – 0     |

### KNVB Beker
| 3e ronde                                          | Sportclub Enschede | 0 – 5 (0 – 3) | Wageningen                                                                             |
| 10 mei 1962 Plaats: Wageningen De Wageningse Berg |                    |               | Hans van Eeden Kees Krechting 10' Ton van de Weerd Chris Geutjes –' (e.d.) Jo Weustink |

## Statistieken Sportclub Enschede 1961/1962

### Eindstand Sportclub Enschede in de Nederlandse Eredivisie 1961 / 1962
| Stand | Gespeeld | Gewonnen | Gelijk | Verloren | Punten | Doelpunten voor | Doelpunten tegen |
| ----- | -------- | -------- | ------ | -------- | ------ | --------------- | ---------------- |
| 14e   | 34       | 11       | 8      | 15       | 30     | 55              | 69               |

### Topscorers
| #      | Naam              | Goal |
| ------ | ----------------- | ---- |
| 1.     | Helmut Rahn       | 12   |
| 2.     | Joop Janssen      | 9    |
| 3.     | Henk Bosveld      | 7    |
| 3.     | Cor Luiten        | 7    |
| 5.     | Johan Plageman    | 6    |
| 5.     | Arend van der Wel | 6    |
| 7.     | Rolf Lendzian     | 3    |
| 8.     | Jaap Advocaat     | 1    |
| 8.     | Job Hoomans       | 1    |
| 8.     | Jurrie Mansveld   | 1    |
| 8.     | Jo Weustink       | 1    |
| 8.     | Ben Wiggers       | 1    |
| Totaal | Totaal            | 55   |

| #      | Naam        | Goal |
| ------ | ----------- | ---- |
| –      | Geen speler | 0    |
| Totaal | Totaal      | 0    |

## Voetnoten
ADO ·
Ajax ·
Blauw-Wit ·
DOS ·
DWS/A ·
Sportclub Enschede ·
Feijenoord ·
Fortuna '54 ·
GVAV ·
MVV ·
NAC ·
PSV ·
Rapid JC ·
Sparta ·
Volendam ·
De Volewijckers ·
VVV ·
Willem II